# New Divide
New Divide is een nummer van de Amerikaanse alternatieve-rockgroep Linkin Park. Het is geschreven door Chester Bennington en Mike Shinoda en geproduceerd door Shinoda als leadsingle voor Transformers: Revenge of the Fallen uit 2009. Het nummer staat op de soundtrack van de film, dat 23 juni uitgebracht werd. New Divide ging op 18 mei op de radio in première, werd vanaf die dag ter download beschikbaar gesteld op de Amerikaanse iTunes en was tevens vanaf 21:45 Nederlandse tijd online te streamen via de officiële website van Linkin Park. Het nummer werd commercieel goed ontvangen en bereikte in ruim tien landen de top veertig, met de tweede positie in Oostenrijk en Nieuw-Zeeland als piek. In Canada en de Verenigde Staten behaalde het op basis van downloads hoge noteringen.

## Geschiedenis
New Divide is het eerste nieuwe nummer van de band in een tijdsbestek van twee jaar. De groep werd persoonlijk gevraagd door Michael Bay, regisseur van de film, om een nummer voor de film op te nemen maar de band antwoordde dat ze geen geschikt nummer hadden om voor hem te draaien. Bay toonde vervolgens enkele scènes van de film aan de groep, zodat zij het gevoel van de film over konden brengen naar het nummer. De band schreef vier demo's, Optimus, Bumblebee, Starscream en Megatron. Met het laatste werd verder gewerkt tot de huidige New Divide. Het nummer is geïnspireerd door de thema's van de film en vooral het karakter van Sam Witwicky, gespeeld door Shia LaBeouf, die zijn verleden tegen zijn toekomst bevecht. In de songtekst probeerde de band dit te betrekken bij het karakter en waar hij doorheen gaat.
In een bericht op het blog van Linkin Parks Mike Shinoda, geplaatst op 28 maart 2009, plaatste hij een foto en een bericht, waarin hij sprak over een nummer waar zij aan werkten. Hij noemde het een gelaagd nummer met zware synths en een scherp optreden van drummer Rob Bourdon, waarbij de drums wat losser worden gehouden en er niet te veel studiotrucage wordt gebruikt zodat er een "tussenspel tussen het organische gevoel van het ritme en een meer robotische gevoel, afkomstig van de keyboards" ontstaat. Naast de drums van Bourdon, werkte Joseph Hahn aan een drumsample. De keus viel op de livedrums. Op 24 april maakte Shinoda bekend dat Linkin Park samen met de crew van de Transformersfilm heeft samengewerkt om onder andere aan de score te werken, waarbij er vanuit het thema van de single verschillende interpolaties zijn gemaakt.
In deze opdracht is de groep een samenwerking aangegaan met Steve Jablonsky en Hans Zimmer, die ook aan de scores van andere grote films, waaronder The Last Samurai en Gladiator heeft gewerkt. Deze muzikale thema's zijn op belangrijke scènes geplaatst.
Bennington zei dat dit nummer makkelijk in een van de andere albums kon passen en dat het beslist een Linkin Parkgevoel heeft. Volgens de zanger namen ze het nummer op en behandelden zij het alsof ze het op een van hun albums zouden zetten en het als de eerste single van hun volgende album zouden uitbrengen.
"De kans om op een creatieve manier betrokken te zijn in een van de meest verwachte films van deze zomer is erg opwindend. Het is één ding om een videoclip te schieten die past bij de muziek en visie, maar muziek maken die bedoeld is voor op het grote scherm is een compleet andere uitdaging en wij namen die aan." - Mike Shinoda
Dit is de tweede keer dat de band aan een Transformersfilm werkt. Bij het eerste deel van de film Transformers stond What I've Done op de soundtrack, wat bijdroeg aan het feit dat de single dubbelplatina werd bekroond in de Verenigde Staten.

## Release
Op 5 mei maakte de band de releasedatum van het nummer bekend en zanger Chester Bennington grapte vervolgens op zijn twitterpagina dat het nummer songteksten heeft die de perceptie van realiteit zullen veranderen en dat NASA vreest dat het de zwaartekracht zal omdraaien. Twee dagen later werd een persbericht van de Linkin Park Underground uitgebracht met de titel en de datum van de première en weer twee weken later werd bekend dat het radiodebuut in het radioprogramma Kevin and Bean van KROQ zou plaatsvinden. In de derde trailer van de film zijn enkele secondes van het nummer te horen en in de trailer van het nummer zijn veertien seconden van het nummer te beluisteren, waarbij enkele opnames uit de NRG Studio's te zien zijn waar de band het nummer opnam. In de officiële trailer zijn meer elementen van het nummer gestopt, hoewel deze niet op de Nederlandse televisie is gebruikt.
In aanloop naar de release plaatste de band op 15 mei een 37 secondes durende instrumentaal stuk op hun MySpacepagina en dezelfde dag lekte een clip uit van het nummer waarin de vocalen van Bennington te horen waren.
Het nummer ging op de Amerikaanse rockradiozender KROQ in première en het Britse debuut werd verzorgd door Zane Lowe op BBC Radio 1. Op diezelfde dag waren er problemen rond de release op de digitale webwinkel iTunes, waardoor het nummer uren later dan gepland beschikbaar werd gesteld. De dagen erna begon langzaam de radioairplay op de Amerikaanse modern rock, active en alternative radiostations op gang te komen. Het nummer werd op 8 juni naar de popradiostations verstuurd en de fysieke cd-single is op 12 juni uitgebracht.

### Releasedata
| Regio               | Releasedatum                     | Format             | Label        |
| ------------------- | -------------------------------- | ------------------ | ------------ |
| Internationaal      | 18 mei 2009                      | airplay, download  | Warner Bros. |
| Duitsland           | 22 mei 2009                      | download           | Warner Bros. |
| Israël              | 22 mei 2009                      | download           | Warner Bros. |
| Oostenrijk          | 22 mei 2009                      | download           | Warner Bros. |
| Oost-Europa         | 22 mei 2009                      | download           | Warner Bros. |
| Zwitserland         | 22 mei 2009                      | download           | Warner Bros. |
| Taiwan              | 22 mei 2009                      | download           | Warner Bros. |
| Verenigde Staten    | 26 juni 2009 (andere webwinkels) | download           | Reprise      |
| Verenigd Koninkrijk | 1 juni 2009                      | download           | Reprise      |
| Internationaal      | 12 juni 2009                     | cd-single, cd-maxi | Warner Bros. |

## Compositie en tekst
New Divide gaat een andere kant op dan de vroegere nummers van de band. In het nummer wordt veel gebruikgemaakt van synthesizers en is het drumspel, zoals Shinoda op zijn blog vermeldde, wat losser. De zang van Bennington is krachtig en is vooral in de refreinen sterk bewerkt. Het nummer begint met de synthesizers met tribal drums op de achtergrond, waarna de drums en het gitaarspel acht maten beginnen te spelen. De synths zwakken af en het eerste couplet begint, waarin naast de vocalen van Bennington er achtergrondgeluiden te horen zijn en er aan het begin van elke maat enkele drumslagen zijn gecombineerd met de basgitaar. Het eerste refrein bevat zestien maten en bevat de instrumentale intro en op de kenmerkende synthesizers na, ook het zangspel. De prechorus in het tweede couplet is op een hogere toonhoogte gezongen in vergelijking met het eerste couplet. In het tweede refrein wordt de helft van het eerste refrein gezongen, waarna een break en de brug volgt. Vervolgens sluit het nummer zich met een derde refrein. Shinoda is beperkt aanwezig en enkel als achtergrondzanger te horen in het tweede gedeelte van het refrein. Dit gebeurt op een manier die Shinoda ook gebruikt heeft op de brug van Bleed It Out en tijdens de refreinen van No More Sorrow van het album Minutes to Midnight. Qua lengte is dit, op Shadow of the Day uit 2007 na, de langste single van Linkin Park, hoewel de albumversie van de single uit 2007 een muzikaal tussenstuk bevat en zonder dit 4 minuten en 15 seconden klokt, 14 seconden korter dan New Divide.

## Videoclip
Op 14 en 15 mei werd de videoclip in de Paramount Studio's geschoten, de eerste clip van de band in een tijdsbestek van ruim een jaar. Het is geregisseerd door de DJ van de groep, Joe Hahn. In een interview met Shinoda vertelde deze dat Hahn verschillende visuele technieken gebruikt en de lijn tussen het optreden van de groep en digitale/mechanische vervagen. Volgens Talinda Bennington, de echtgenote van de zanger die net als de rest van de gezinsleden van de band bij de opname aanwezig was, bevat de videoclip explosies en Bennington zelf meldde dat er in de clip gevlogen wordt. De clip zou visueel de dynamische confrontatie tussen de organische elementen en de digitale elementen van het nummer en de film representeren. Een kleine making of van drie minuten werd op 5 juni op de MySpacepagina van de band gezet en op 12 juni ging de videoclip op dezelfde website in première.
De videoclip bevat elementen uit de film, afgewisseld met een optreden van de band in de Tomb of the Primes. In de clip zijn er veel visuele special effects gebruikt, waaronder datamoshing, waarbij er beelden uit een andere scène ontstaan. Een voorbeeld is een scène in de intro, waar een van de Transformers uitrolde. Ook is er gebruikgemaakt van thermocamera's en is er gespeeld met de beelden van ontploffend fruit, dat verwerkt is in de effecten. In de videoclip is een vrouw te zien, met haar lippen enkele woorden van Bennington nadoet. Geruchten gingen dat dit Megan Fox was, de actrice uit de film, maar Talinda Bennington meldde op haar Twitter dat dit een ingehuurde actrice was. Bassist Dave Farrell is om onduidelijke redenen nauwelijks in de videoclip te zien. Dit is waarschijnlijk veroorzaakt doordat Farrell tijdens het opnemen van scènes waarbij hij door touwen heen en weer getrokken werd, zijn pols door een slag van zijn gitaar blesseerde. Hij is echter wel in enkele overgangseffecten te herkennen. De videoclip was op de eerste plek te vinden in haar eerste week op de Amerikaanse MySpace en was in augustus veertien miljoen keer bekeken op YouTube.
Er bestaat een tweede versie van de clip, waarin alle filmmontage uit de clip gewerkt is.
Op 20 oktober werd Transformers: Revenge of the Fallen uitgebracht op dvd en blu-raydisc. De videoclip van New Divide staat bij de release als bonusschijf, waardoor het de eerste videoclip van de band is, die in blu-ray wordt uitgebracht.

## Tracklist
Alle muziek en teksten zijn geschreven door Linkin Park. 
| Nr. | Titel                             | Duur  |
| --- | --------------------------------- | ----- |
| 1.  | New Divide (Main)                 | 04:29 |
| 2.  | New Divide (Instrumental Version) | 04:29 |
| 3.  | New Divide (A Cappella Version)   | 03:55 |

| Nr. | Titel      | Duur  |
| --- | ---------- | ----- |
| 1.  | New Divide | 04:29 |

| Nr. | Titel      | Duur  |
| --- | ---------- | ----- |
| 1.  | New Divide | 04:27 |

| Nr. | Titel      | Duur  |
| --- | ---------- | ----- |
| 1.  | New Divide | 04:29 |

| Nr. | Titel                             | Duur  |
| --- | --------------------------------- | ----- |
| 1.  | New Divide (Instrumental Version) | 04:29 |
| 2.  | New Divide (A Cappella Version)   | 03:55 |

## Commerciële ontvangst
New Divide was over het algemeen een van de succesvolste singles van de band. Binnen een etmaal na de release stond het nummer al op de eerste plek in de Amerikaanse en Canadese versie in de iTunes Store. Hiermee werd Boom Boom Pow van The Black Eyed Peas verslagen, die de lijst weken topte. Een dag later moest het nummer de toppositie alweer afstaan aan Don't Stop Believin' van Glee. Door deze hoge notering, debuteerde New Divide op de zesde plek in de Billboard Hot 100, het hoogste debuut van de band in de lijst waardoor het What I've Done met één plek verslaat. Het nummer, dat in de eerste week ruim 151.000 maal digitaal werd verkocht, is tevens de op een na hoogste notering van de band, in de schaduw van In the End, dat in 2001 de tweede plek behaalde. Hiermee is Linkin Park de vijfde artiest met drie of meer top tien-debuten. Het nummer kwam de Hot Modern Rock Tracks-lijst binnen op de zesde plek, na slechts enkele dagen airplay en klom in haar derde week naar de eerste plek met in de vierde week de eerste plek als toppositie. In de Mainstream Rock Tracks debuteerde het op dertien. Slechts twee eerdere nummers kregen het voor elkaar om zowel in de Modern Rock Tracks als in de Hot 100 lijst te debuteren, Speed of Sound door Coldplay en What I've Done. Na de invoering van de Rock Songs, verdrong het na twee weken Green Days Know Your Enemy van de eerste positie. In week 36 verkreeg het nummer in de Verenigde Staten de platina status en in februari 2011 werd dit verdubbeld.
In week 23 debuteerde het nummer op de 28ste plek in de Nederlandse tipparade en werd het op maandag 1 juni op Radio 538 gemaakt met 88.9%. Op 5 juni werd het nummer verkozen tot Alarmschijf, waarmee het de tweede Alarmschijf van de band is na Numb/Encore met Jay-Z uit 2005. Van de drie door Shinoda alleen geproduceerde singles van Linkin Park werden er twee Alarmschijf. Daarnaast kreeg bij met zijn sideproject Fort Minor ook een Alarmschijf met het eveneens door hem geproduceerde Where'd You Go. Vanwege de Alarmschijf, steeg het nummer in week 24 door naar de eerste plek in de tipparade. In de 25e week debuteerde het nummer op de 35e positie, de eerste top 40-notering van de band in een tijdsbestek van twee jaar, toen What I've Done de lijst bereikte. Het nummer behaalde in haar vierde en vijfde week haar piek op de 23ste positie. In de Nederlandse Single Top 100 debuteerde het nummer op de 71ste positie en steeg de week erop door naar de 68e positie. Vanwege de golf aan singles die na de dood van Michael Jackson de hitlijsten bereikten, viel New Divide de in de derde week uit de lijst. Twee weken later bereikte het nummer opnieuw de lijst en steeg in de weken erna door naar de 74ste positie.
Ook in landen als Australië, Canada, Finland, Griekenland, Japan, Luxemburg, Nieuw-Zeeland, Spanje en Zweden kwam het nummer in de top tien van iTunes. Dit leidde tot debuten in Canada (#3), Nieuw-Zeeland (#17) en Finland (#20). Het nummer debuteerde op de eerste positie in de Vlaamse Ultratip. Dit leidde tot de bands hoogste noteringen in Australië (samen met Numb/Encore), Finland en Oostenrijk met respectievelijk tweemaal de derde en de tweede positie. De top vijf werd gehaald in Nieuw-Zeeland, Canada en Duitsland en de top tien in Zweden en Turkije.
In de Britse UK Singles Chart debuteerde de single op de twintigste positie en steeg de week erop onverwacht door naar de negentiende positie om daarna langzaam te zakken.

### Hitnotering
| "New Divide" in de Nederlandse Top 40 - binnen: 20 juni 2009 | "New Divide" in de Nederlandse Top 40 - binnen: 20 juni 2009 | "New Divide" in de Nederlandse Top 40 - binnen: 20 juni 2009 | "New Divide" in de Nederlandse Top 40 - binnen: 20 juni 2009 | "New Divide" in de Nederlandse Top 40 - binnen: 20 juni 2009 | "New Divide" in de Nederlandse Top 40 - binnen: 20 juni 2009 | "New Divide" in de Nederlandse Top 40 - binnen: 20 juni 2009 | "New Divide" in de Nederlandse Top 40 - binnen: 20 juni 2009 | "New Divide" in de Nederlandse Top 40 - binnen: 20 juni 2009 | "New Divide" in de Nederlandse Top 40 - binnen: 20 juni 2009 |
| Week                                                         | 1                                                            | 2                                                            | 3                                                            | 4                                                            | 5                                                            | 6                                                            | 7                                                            | 8                                                            |                                                              |
| ------------------------------------------------------------ | ------------------------------------------------------------ | ------------------------------------------------------------ | ------------------------------------------------------------ | ------------------------------------------------------------ | ------------------------------------------------------------ | ------------------------------------------------------------ | ------------------------------------------------------------ | ------------------------------------------------------------ | ------------------------------------------------------------ |
| Nummer                                                       | 35                                                           | 29                                                           | 26                                                           | 23                                                           | 23                                                           | 31                                                           | 35                                                           | 40                                                           | uit                                                          |

| "New Divide" in de Nederlandse Single Top 100 Binnen: 20 juni 2009 | "New Divide" in de Nederlandse Single Top 100 Binnen: 20 juni 2009 | "New Divide" in de Nederlandse Single Top 100 Binnen: 20 juni 2009 | "New Divide" in de Nederlandse Single Top 100 Binnen: 20 juni 2009 | "New Divide" in de Nederlandse Single Top 100 Binnen: 20 juni 2009 | "New Divide" in de Nederlandse Single Top 100 Binnen: 20 juni 2009 | "New Divide" in de Nederlandse Single Top 100 Binnen: 20 juni 2009 | "New Divide" in de Nederlandse Single Top 100 Binnen: 20 juni 2009 | "New Divide" in de Nederlandse Single Top 100 Binnen: 20 juni 2009 | "New Divide" in de Nederlandse Single Top 100 Binnen: 20 juni 2009 | "New Divide" in de Nederlandse Single Top 100 Binnen: 20 juni 2009 |
| Week                                                               | 1                                                                  | 2                                                                  |                                                                    | 3                                                                  | 4                                                                  | 5                                                                  | 6                                                                  | 7                                                                  | 8                                                                  |                                                                    |
| ------------------------------------------------------------------ | ------------------------------------------------------------------ | ------------------------------------------------------------------ | ------------------------------------------------------------------ | ------------------------------------------------------------------ | ------------------------------------------------------------------ | ------------------------------------------------------------------ | ------------------------------------------------------------------ | ------------------------------------------------------------------ | ------------------------------------------------------------------ | ------------------------------------------------------------------ |
| Nummer                                                             | 71                                                                 | 68                                                                 | uit                                                                | 96                                                                 | 90                                                                 | 81                                                                 | 74                                                                 | 86                                                                 | 88                                                                 | uit                                                                |

## Medewerkers
Linkin Park
- Chester Bennington: leadvocalen, achtergrondvocalen
- Rob Bourdon: drum, percussie
- Brad Delson: leadgitaar
- Joseph Hahn: programmering, sampling, beats
- Phoenix: basgitaar
- Mike Shinoda: achtergrondvocalen, producer, keyboard, synthesizer

Overig
- Productie: Mike Shinoda
- Engineer: Ethan Mates en Mike Shinoda, assistent engineer: Josh Newill, Kiki Cholewka
- Mixer: D. Sardy
- Mix engineer: Ryan Castle
- Opgenomen in NRG Studios in Los Angeles, Verenigde Staten.